# 페라리 F80
페라리 F80(Ferrari F80, 타입 F250)은 페라리에서 2025년부터 생산 중인 스포츠카로, 페라리 라페라리의 후속 차종이다.

## 디자인
F80의 디자인은 페라리 40주년을 기념한 F40과 페라리 데이토나 SP3에서 영감을 받았다. 특정 스타일 요소, 특히 보닛의 검은색 띠는 페라리 12칠린드리와 유사하게 페라리 365 GTB/4 데이토나에서 영감을 받았다.

## 제원

### 엔진 및 변속기
F80은 하이브리드 파워트레인을 사용하며, 페라리 499P에서 파생된 3.0L 트윈 터보차지 티포 F163 CF 120° V6 가솔린 엔진과 3개의 전동기로 구성된다. 엔진은 900 PS (662 kW; 888 hp)의 출력을 내고, 전기 모터는 300 PS (221 kW; 296 hp)의 출력을 낸다. 2992cc 엔진의 개별 비출력은 296hp/l이며, 터보차저에서 55.5psi의 부스트를 통해 부분적으로 달성된다. 두 수치 모두 현재까지 생산된 어떤 차량보다도 높다. 이들을 합친 총 출력은 1,200 PS (883 kW; 1,184 hp)이다.

### 성능
이 차량의 최고 속도는 350km/h (217mph)이다. 0에서 100km/h (0에서 62mph)까지 2.15초, 0에서 200km/h (0에서 124mph)까지 5.75초 만에 가속할 수 있다. 페라리에 따르면, 이 차량은 시속 1,050kg의 다운포스를 생성하여 1톤 이상의 다운포스를 발생시킨다. 이 차량은 피오라노 테스트 트랙에서 1:15.30의 랩 타임을 기록하여 로드-리갈 페라리 중 가장 빠른 랩 타임을 보유하고 있다.

## 생산

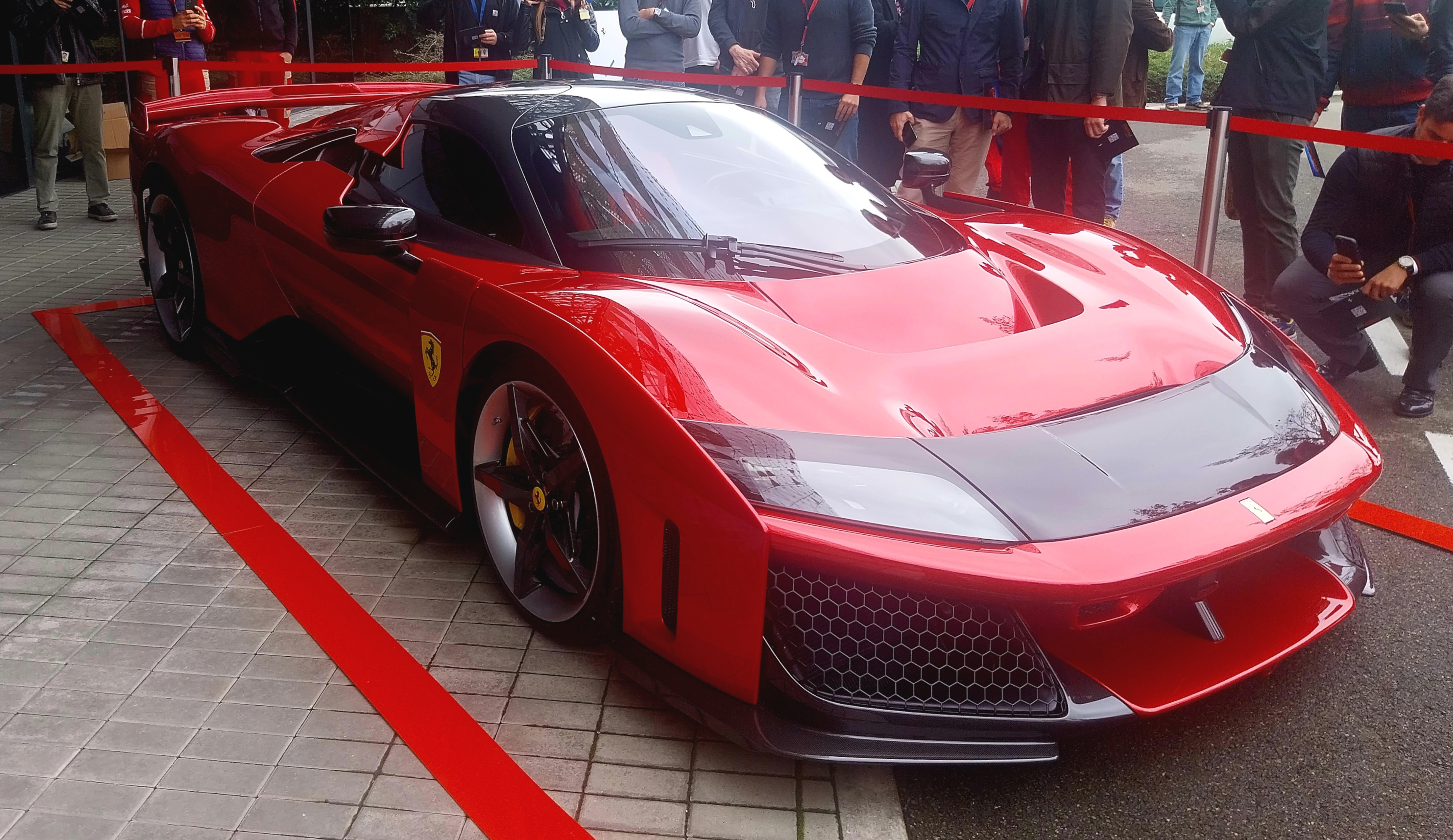
마라넬로 페라리 공장 (첸트로 스틸레 앞)에 전시된 페라리 F80

페라리 F80은 2024년 10월 17일에 공개되었다.
페라리는 2025년에 생산을 시작하여 2027년에 종료할 것이라고 밝혔다. 총 799대만 생산될 예정이며, 모두 고객이 이미 예약했으며 각 차량의 가격은 약 360만 유로이다.